# Kommunist
El nombre de Kommunist designa el grupo y la publicación de los «Comunistas de izquierda» del Partido bolchevique, militante contra la dirección leninista del Partido. Kommunist, editado por el comité de Petrogrado del Partido Bolchevique, apareció del 4 al 19 de marzo de 1918 (11 números en forma de periódico) y luego fue editado por el comité de Moscú de abril a junio una reseña (4 números).
Kommunist se opone a los esfuerzos de Lenin por encontrar un terreno común con la industria y el capitalismo de estado en general. Se pronunció contra las disposiciones relativas a la disciplina y el desempeño laboral, contra el taylorismo y la gestión personal, contra la concesión de puestos de responsabilidad a especialistas burgueses. Por el contrario, los comunistas de izquierda: Bujarin, Ossinsky, Preobrazhensky, Piatakov, etc. - están a favor de una amplia autonomía de los soviéticos y la creación de un ejército proletario. «El Partido tendrá que decidir rápidamente hasta qué punto la dictadura de los individuos debe extenderse desde los ferrocarriles y otras ramas de la economía hasta el propio Partido»
La agitación organizada por Kommunist es tan aguda como breve. Sus principales líderes encontraron rápidamente la línea general tan pronto como se introdujo el "comunismo de guerra". Un último número del periódico, publicado en mayo de 1918, se publica como "periódico fraccionado privado". El 5 de ese mismo mes, en un artículo en Pravda, Lenin denuncia enérgicamente las posiciones de Kommunist: «nuestros 'comunistas de izquierda', a quienes también les gusta llamarse 'comunistas proletarios', porque no tienen mucho de proletario y son sobre todo pequeñoburgueses, no saben pensar en el equilibrio de poder ni en la necesidad de tenerlo en cuenta», que señala el corredor de la muerte de esta corriente. Algunos veteranos de Kommunist, como Karl Radek, se alinearon, pero otros, en diversos grados, (Alexandra Kollontai, Gavril Miasnikov, Ossinski, etc.) se encontrarán en las tendencias de oposición que aparecerán más tarde en Rusia o en el extranjero.